# Dreaming of You (álbum)
Dreaming of You é o quinto e último álbum de estúdio da artista musical estadunidense Selena. O seu lançamento ocorreu em 18 de julho de 1995, através das editoras discográficas EMI Latin e EMI. Após o lançamento de seu quarto álbum de estúdio, Amor Prohibido (1994), e o sucesso que se seguiu, executivos da gravadora da artista sentiram que era o momento adequado para transacioná-la ao mercado pop em língua inglesa, uma vez que acreditavam que ela já havia conquistado seus objetivos no mercado de música hispânica. Em 1994, Selena assinou com a SBK Records, e iniciou a produção do projeto, a qual chegou a concluir a gravação de quatro faixas programadas para sua inclusão. No entanto, em 31 de março de 1995, ela foi assassinada a tiros por Yolanda Saldívar, sua ex-amiga e ex-gerente de suas butiques Selena Etc., por causa de uma disputa sobre ações de peculato.
O álbum recebeu revisões mistas da mídia especializada, em que alguns analistas prezaram as composições em inglês — considerando-as de grande apelo ao público que se destinava —, outros argumentaram que elas soavam genéricas e não expressavam a natureza artística da intérprete como suas obras em espanhol. Dreaming of You contém alguns materiais anteriormente lançados, bem como algumas faixas inéditas em inglês e espanhol que foram gravadas entre 1992 e 1995. Musicalmente, une às "raízes" mexicanas de Selena com a música pop e R&B, populares em mercados que ela almejava conquistar. Comercialmente, foi de imediato um sucesso; Nos Estados Unidos comercializou 317 mil unidades em sua semana de lançamento, obtendo o segundo maior número de vendas para um álbum de uma artista feminina em sua primeira semana desde que Nielsen Soundscan começou a operar em 1991. Consequentemente, culminou na Billboard 200, tornando-se o primeiro disco predominantemente em espanhol a conseguir esse feito. Recebeu 62 vezes o certificado de platina (latina) pela Recording Industry Association of America (RIAA), denotando vendas de 3 milhões de unidades em território estadunidense, o que converteu-o no álbum latino mais adquirido de todos os tempos no país. Em âmbito global, comercializou cerca de 5 milhões de cópias, e recebeu condecorações por suas vendas no Canadá e México.
Seis faixas do álbum foram lançadas como singles; Os primeiros quatro, "I Could Fall in Love", "Tu, Solo Tu", "Techno Cumbia" e "Dreaming of You", alcançaram os cinco primeiros postos da Hot Latin Songs e Latin Pop Airplay, enquanto a faixa-título se tornou a primeira música de Selena a adentrar na Billboard Hot 100, chegando ao número 22. Dreaming of You é fortemente creditado por catapultar a música tejana para o mainstream, fazendo com que a população em geral dos Estados Unidos tomasse maior conhecimento sobre o gênero  e a música latina no geral. Os meios de comunicação desde então o classificaram entre os melhores lançamentos póstumos. Foi condecorado com os troféus de Álbum do Ano e Álbum Pop Feminino do Ano nos Tejano Music Awards e nos Billboard Latin Music Awards, respectivamente.

## Antecedentes e desenvolvimento
"Mesmo que as mulheres não tenham obtido sucesso comercial no negócio da música tejana, a verdade seja dita, não a contratei para vender discos de tejano. Foi o aspecto de transição que realmente me interessou".

— José Behar falando sobre seu interesse em contratar Selena.
Na década de 1960, Abraham Quintanilla, Jr. tornou-se o terceiro vocalista do Los Dinos, um grupo composto por músicos americanos de descendência mexicana. A banda iniciou sua carreira tocando doo-wop em inglês. Os americanos brancos ficaram ofendidos por uma banda de origem latina estar cantando "seu tipo de música". Depois que uma multidão de mexicanos-americanos os expulsaram de uma boate por estarem cantando canções em inglês, a banda decidiu produzir música de sua origem étnica, o que passou a elevar sua popularidade. Quintanilla, Jr. deixou o conjunto na década de 1970 após ter seu terceiro filho, Selena. Depois de perceber que ela tinha talento para cantar, ele rapidamente reuniu seus filhos em uma banda chamada Selena y Los Dinos. Apesar de inicialmente quererem gravar músicas em inglês, a banda optou por gravar composições em tejano; um gênero de música em língua espanhola dominado por homens e que era popular entre os mexicanos que viviam nos Estados Unidos. A banda era frequentemente rejeitada pelas casas de espetáculo do Texas por causa da pouca idade de seus membros e por ter Selena, uma mulher, como sua vocalista principal. Em 1984 foi lançado o primeiro álbum do conjunto, Selena y Los Dinos, sob uma pequena gravadora independente.
Rick Trevino, fundador dos Tejano Music Awards, originalmente recrutou a banda La Sombra para se apresentar na abertura da cerimônia de premiação em 1989, depois de Selena y Los Dinos. O vocalista da banda, Frank Sunie, recusou a oferta, dizendo a Trevino que ele "não abriria para ninguém". Trevino então ligou para Quintanilla Jr. para pedir-lhe que Los Dinos abrissem o evento. Quintanilla Jr. imediatamente aceitou a oferta, dizendo que era "o melhor momento, porque todos estão sóbrios [...] estão prestando atenção no artista e na música". Sem o conhecimento de Quintanilla, Jr e Selena, o novo chefe da Sony Music Latin, José Behar, que havia lançado recentemente o selo discográfico EMI Latin, estava participando da cerimônia e procurando por novos artistas latinos. Behar queria assinar com Selena para a gravadora Capitol, de propriedade da EMI, enquanto a Sony Music Latin estava oferecendo a Quintanilla, Jr. duas vezes a soma da Capitol. Behar pensou que havia descoberto a próxima Gloria Estefan, mas seu superior o considerou precipitado, uma vez que ele estava a pouco tempo no Texas. Quintanilla Jr. escolheu a oferta da EMI Latin por causa do potencial para um futuro lançamento de crossover ao mercado pop de língua inglesa, além de querer que seus filhos fossem os primeiros artistas a assinar com a empresa.
Antes de Selena começar a gravar seu álbum de estreia, Behar e Stephen Finfer a solicitaram um álbum em inglês. Ela foi convidada a realizar três gravações demonstrativas nesse idioma para os chefes da divisão pop da EMI. O pedido de Behar e Finfer para um álbum crossover foi negado e Selena foi informada de que precisava de uma base maior de fãs hispânicos para vender tal projeto. Behar expressou que tal negativa deu-se porque a EMI não acreditava que uma mulher estadunidense-mexicana pudesse ter "êxito em seu crossover". A artista assinou um contrato com a SBK, uma subsidiária da EMI, em novembro de 1993, após a indicação de seu primeiro disco ao vivo, Live (1993), ao Grammy Awards. A notícia do contrato com a gravadora foi notícia de primeira página na revista Billboard. No final de 1994, o presidente da EMI, Charles Koppelman, decidiu que ela havia alcançado seus objetivos no mercado hispânico. Ele queria promovê-la como uma artista pop solo de língua inglesa. Em 1994, ela disse a mídia que o projeto já estava sendo gravado e seria lançado brevemente. No entanto, ela ainda não havia gravado uma única música até aquele momento. Behar posteriormente disse a Koppelman que a cantora e sua banda deixariam a EMI e encontrariam uma outra gravadora disposta a lançar o álbum em inglês dela. Behar mentiu para o presidente para convencê-lo a iniciar logo a produção do material; A EMI cedeu e as sessões de gravação começaram. Selena confessou que estava se sentindo intimidada pelo contrato, porque a situação era nova para ela e apenas algumas pessoas estavam acreditando que ela iria alcançar sucesso no mercado anglófono.

## Gravação e produção
"[...] quando o álbum de transição para o inglês veio, ela literalmente chorou. Ela [me] disse: "Não sei se consigo fazer isso, você não está [aqui] me produzindo". Ela não gostou do fato de ter que abrir mão de certas coisas a que estava acostumada".

AB Quintanilla III, 2007.
De acordo com Betty Cortina, da revista People, Dreaming of You marcou uma mudança que anulou Selena sendo comercializada como parte de sua banda e a cobrou como uma artista solo "da maneira mais fundamental para ela". A partir de 1989, o irmão da cantora, AB Quintanilla, tornou-se o principal produtor musical e compositor de suas gravações, e assim permaneceu ao longo de sua carreira. Como Quintanilla III estava trabalhando no álbum seguinte da artista, Amor Prohibido (1994), ele não pôde produzir o álbum em inglês dela. Ele foi convidado a se encontrar com vários produtores em Nova Iorque e escolher o que melhor "se encaixasse no estilo de Selena". Dreaming of You foi o primeiro álbum que a família da artista não produziu. Eles decidiram deixar o cargo antes das sessões de gravação se iniciarem e permitir que produtores especializados em música pop trabalhassem no projeto. Quintanilla III e Selena voaram para Nashville, Tennessee, e se encontraram com Keith Thomas, que havia preparado as partes instrumentais de uma música intitulada "I Could Fall in Love", mas ainda não havia completado as partes vocais, então ele cantou para eles. Os irmãos gostaram imediatamente; Quintanilla III disse que queria que Selena a incluísse em seu álbum. As sessões de gravação começaram em dezembro de 1994 no estúdio The Bennett House em Franklin, Tennessee; a cantora teve que retornar mais tarde, quando Thomas pudesse fornecer os vocais adicionais. Selena e seu marido Chris Pérez chegaram ao estúdio em 24 de março de 1995 para terminar de gravar a canção. Em uma entrevista de 2002, Pérez disse que Thomas forneceu a Selena uma fita cassete de "I Could Fall in Love" e disse que ela deveria encontrar "o tom" da música e para isso "deveria ouvi-la uma centena de vezes". Ele acreditava que isso teve um "efeito sobre ela" porque a fez ir "ao estúdio no dia seguinte para realmente fazer a gravação e estava acertando as coisas a torto e a direito e [Thomas] estava deixando-a fazer do seu jeito e [...] isso foi uma coisa incrível de assistir".

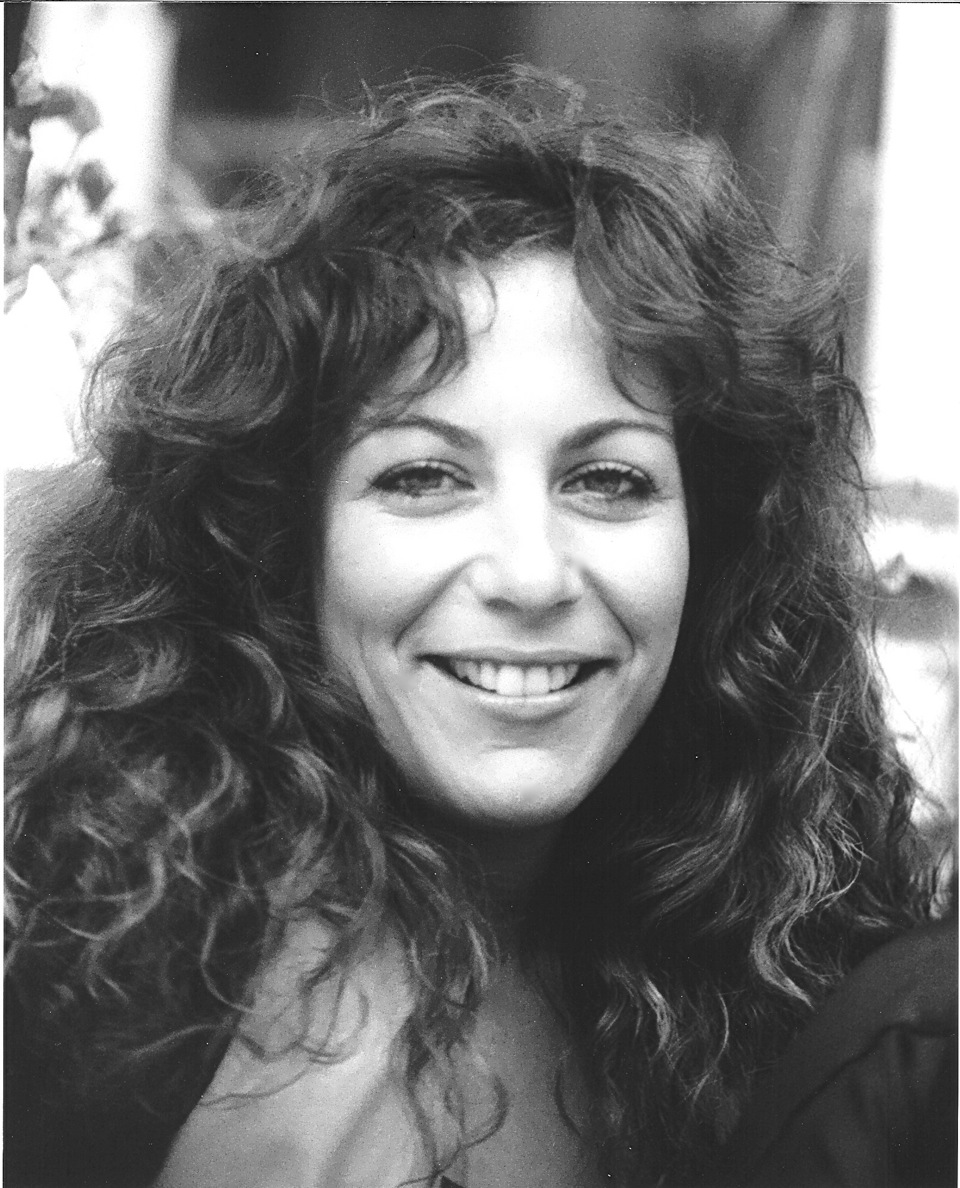
Selena escolheu gravar "Dreaming of You", que foi escrita por Franne Golde (foto) e Tom Snow, a única música que a gravadora EMI permitiu que a cantora escolhesse.

A EMI, que tinha mais experiência no mercado pop, encabeçou o projeto e permitiu que Selena escolhesse uma música de que gostasse. Sua irmã e baterista de sua banda, Suzette, disse em uma entrevista de 1997 que foi escolhida cuidadosamente uma música que representasse o que "Selena era". Ela escolheu "Dreaming of You", que foi escrita pelos compositores Franne Golde e Tom Snow em 1989 para o grupo de R&B compatriota The Jets, que a rejeitou. De acordo com Snow, Golde "brigou pela música e acabou indo para Selena". Quando Quintanilla III ouviu a gravação demo, disse a cantora que não havia gostado da faixa. Selena disse a ele que iria gravá-la pelo seu conteúdo lírico e mensagem. Em uma entrevista de 2002, Quintanilla III disse que foi "mais crítico" em sua primeira impressão da demo do que com a própria música em si e citou que sua melodia, conteúdo e estrutura o fizeram mudar sua impressão.
Selena começou a gravar "Dreaming of You" em 5 de março de 1995, no estúdio Q-Productions de Quintanilla Jr. em Corpus Christi, Texas. Durante a sessão de gravação, a cantora estava sofrendo de bronquite. Seu pai pediu-lhe para "apenas tentar" canta-la porque vários produtores haviam chegado de Los Angeles só para assisti-la gravar a faixa. Após a sessão de gravação, os produtores gostaram do alcance vocal de Selena na música e decidiram usar sua primeira tomada. O produtor americano Guy Roche produziu e arranjou a faixa junto com "Captive Heart". Após gravar "Dreaming of You", Selena queria que Pérez ouvisse o produto final. Ele não pôde comparecer depois que Quintanilla Jr. quis que ele ficasse para trabalhar em uma banda que ele estava interessado em gerenciar. Em 2012, Pérez escreveu em seu livro, sobre o relacionamento dele e de Selena, que se arrependeu de não ter ido à sessão de gravação.
O álbum foi agendado para ser concluído a tempo de ser lançado em setembro ou outubro de 1995, e as canções a serem possivelmente reservadas para serem gravadas e incluídas no disco incluía "Oh No (I'll Never Fall in Love Again)" e "Are You Ready to Be Loved?"; fitas de ensaio para essas músicas foram lançadas posteriormente na SelenaQRadio em setembro e dezembro de 2015, respectivamente. Selena gravou "God's Child (Baila Conmigo)", dueto com David Byrne, que integrou a trilha sonora do filme de comédia Blue in the Face (1995). Byrne disse que a música foi a última a ser gravada por Selena antes de ser baleada e morta por Yolanda Saldívar, sua amiga e ex-gerente de suas butiques Selena Etc., em 31 de março de 1995. No rescaldo, a EMI e a EMI Latin reservaram 500 mil dólares para completar Dreaming of You. Behar disse que a promoção "será na escala de superestrelas" e afirmou "[nós] não usaremos como campanha de marketing a tragédia que ocorreu por trás disso. Colocamos essa campanha de marketing por trás dele porque acreditávamos que seria um grande álbum pela qualidade de suas músicas. Este é um disco que vamos [continuar a] trabalhar nos próximos 10 meses."

## Estrutura musical
Em termos musicais, Dreaming of You é uma obra que deriva de vários gêneros, desde a música latina ao pop estadunidense. Ele incorpora diversas influências estilísticas, dentre eles techno, hip-hop, pop rock, dance-pop, ranchera, tejano, R&B, música disco, e flamenco. Tendo a primeira metade composta por baladas de R&B e pop, seu restante copreende o material de temática latina que caracterizou a maior parte da carreira da intérprete. Jornalistas musicais disseram que produtores, que trabalharam nas canções em inglês de Selena, tentaram caricaturá-la aos moldes do estilo musical interpretado por cantoras como Paula Abdul, Amy Grant, Celine Dion, Whitney Houston, Mariah Carey e Madonna. A revista Newsweek chamou as gravações em inglês de Selena de "uma mistura de pop urbano e calor latino". De acordo com Stephen Erlewine, do banco de dados AllMusic, o humor do álbum é picante, exuberante, e de celebração. "I Could Fall in Love" e "Dreaming of You" são liricamente idênticos; chamadas de "baladas confessionais", ambas as canções falam de desespero, desgosto e o medo da rejeição de um homem por quem a narradora das canções está se apaixonanda. A letra de "Dreaming of You" também explora sentimentos de saudade e esperança. Larry Flick da revista Billboard escreveu que esta canção possuía letras idealistas com uma "pungência afetanda que não será perdida em sua adição às [rádios] AC."
"God's Child (Baila Conmigo)" emprega um ritmo enérgico, sombrio, misterioso, e suas letras sugerem subterfúgio e antihegemonia. A canção tem elementos de rumba, flamenco, rock, R&B, e a música árabe. "Captive Heart" apresenta elementos funk dos anos 1980; Para o  Chicago Tribune, Achy Obejas disse que se destinava a rádios de sucessos contemporâneos. A faixa "I'm Getting Used to You", é uma obra de música house com interpolações de chá-chá-chá, cujas letras exploram uma relação volátil. Mario Tarradell, do diário The New London Day, disse que "Captive Heart" e "I'm Getting Used to You" beiram ao new jack swing — um subgênero de R&B popularizado por Mary J. Blige. Os produtores da trilha sonora do filme de comédia-dramática romântica Don Juan DeMarco de 1995 — no qual Selena participa interpretando uma cantora mariachi — decidiram não incluir suas participações em "Tú Sólo Tú" e "El Toro Relajo". Christopher John Farley, da revista Time, disse que os produtores que excluíram as canções se arrependeram da mudança após o impacto da morte da cantora. De acordo com Denise Segura e Patricia Zavella, em seu livro Women and Migration in the U.S.-Mexico Borderlands: A Reader (2007), "Tú Sólo Tú" — cover de Pedro Infante — e "El Toro Relajo" são sobre o amor não correspondido e foram gravados no estilo ranchera. Selena gravou "Tú Sólo Tú" con ganas — um aforismo em espanhol que se traduz em um artista cantando com "emoção sem remorso"; comum entre os cantores ranchera.
A EMI queria que a faixa "Missing My Baby" (1992), e o single "Techno Cumbia" (1994), fossem adicionados a Dreaming of You, pedindo a Quintanilla III para se encontrar com o grupo de R&B Full Force em Manhattan. O grupo remixou ambas as canções, adicionando vocais a "Missing My Baby" e remixou a última ao estilo reggae. Quintanilla, Jr. decidiu adicionar "Como la Flor" (1992), "Amor Prohibido" (1994), e "Bidi Bidi Bom Bom" (1994) em Dreaming of You. Ele lançou a ideia de remixar as músicas como se a banda estivesse cantando-as em um show ao vivo, alterando um pouco suas batidas. Quintanilla III disse que as novas versões das faixas deram aos fãs "algo novo" e que ele achou a ideia "legal". "Como la Flor", creditado como o maior sucesso comercial de Selena, expressa a tristeza de uma mulher cujo amante abandonou-a por outra parceira; apesar disso, ela deseja "nada além do melhor" para ele. "Amor Prohibido" é uma faixa dance-pop comparada liricamente a história de Romeu e Julieta. "Bidi Bidi Bom Bom" foi remixado em uma sonoridade reggae, enquanto suas letras tratam do coração da narradora palpitando sempre que seu interesse amoroso passa por ela. Barrio Boyzz foi convidado a gravar uma versão bilíngue de seu dueto em espanhol com Selena, "Donde Quiera Que Estés" (1994), renomeada "Wherever You Are".

## Recepção

### Crítica profissional
| Críticas profissionais        | Críticas profissionais |
| Avaliações da crítica         | Avaliações da crítica  |
| Fonte                         | Avaliação              |
| ----------------------------- | ---------------------- |
| AllMusic                      | [ 41 ]                 |
| Chicago Tribune               | [ 38 ]                 |
| Encyclopedia of Popular Music | [ 69 ]                 |
| Entertainment Weekly          | B                      |
| Los Angeles Times             | [ 71 ]                 |
| New York Daily News           | [ 72 ]                 |
| Rolling Stone                 | [ 73 ]                 |

Dreaming of You recebeu análises geralmente mistas de críticos musicais. Stephen Thomas Erlewine, do AllMusic, deu cinco estrelas totais para o CD e considerou-o o primeiro de Selena a ser ouvido pela população dos Estados Unidos como um todo, atribuindo sua morte como fator para essa causa. Erlewine veio a comentar que Amor Prohibido era "um lançamento mais consistente" e que Dreaming of You não foi o melhor trabalho da artista, chamando-o de um disco introdutório. Para ele, as faixas em inglês "não são diferentes de suas canções em espanhol"; dizendo também que a qualidade do projeto "teria sido mais forte" se Selena estivesse viva. Encerrou sua crítica descrevendo o álbum como um "poderoso e comovente testamento de seus talentos". John Lannert, da revista Billboard, considerou o sucesso comercial do trabalho como "dificilmente um acaso". O colaborador da revista Vibe, Ed Morales, definiu-o como um somatório de suas canções influenciadas pela cumbia, sua "excelência" Tex-Mex e um "vislumbre comovente" do caminho que a carreira musical da intérprete poderia ter tomado se ela tivesse viva. Dando uma nota B de uma escala que vai de A a F, David Browne, da Entertainment Weekly, considerou o material 'um dos mais rápidos álbuns póstumos já remendados'. Ele adicionou que os produtores que trabalharam com Selena no projeto a fundiram com gravações que soam como versões mais leves de Paula Abdul, chamando-as de "cartões de felicitações". Reconhecendo, ainda, que a última metade da obra apresenta uma "Selena verdadeira e desenfreada"; ilustrando que essas qualidades encontradas em suas canções de língua inglesa estão ausentes nas de língua espanhola. O editor Patrick E. Cole, da Time, disse que a obra levou a música da cantora "a um público muito mais amplo do que ela já teve quando estava viva". O jornalista considerou-o "o melhor e mais agradável trabalho" de Selena e "uma realização louvável, mas dolorosa". Ao comparar suas canções em espanhol e em inglês, Cole observou que as gravações da artista em tejano eram às vezes desajeitadas, enquanto suas canções pop inglesas eram "doces, puras e claras, e nos números de mariachi, Selena mostra uma voz que é sexy, forte e de graciosa maturação".
Escrevendo para o Chicago Tribune, Achy Obejas avaliou o álbum com três de cinco atribuíveis, considerando-o um fragmentado "sobre o passado de Selena e o que poderia ter sido". Obejas sentiu que o disco é "cheio de promessas e falhas", e que sua natureza bilíngue foi feita por "necessidade e não por conceito". O autor acrescentou que era um álbum latino crossover que soa prematuro, ao contrário do lançamento anterior de Gloria Estefan que era um disco latino crossover primitivo; embora Selena "não tenha dado o próximo passo", como conseguiu fazer Estefan. O álbum é o oposto de uma "obra-prima, ou definitiva, ou mesmo um testamento dos talentos de Selena", para Obejas; embora tenha elogiando a "total facilidade de Selena com as músicas R&B" e a capacidade da artista em conseguir "soar funk e com muito soul". Enrique Lopetegui, do jornal The Los Angeles Times, concedeu três de quatro estrelas e definiu Dreaming of You como o "disco mais elétrico e satisfatório" de sua interprete e um "epitáfio" aplicável para ela. Ele definiu as canções do material como "melodias pop [feitas] para o rádio", analisando que o álbum "carecia de coesão" e que sua proposta bilíngue parecia "ainda mais interessante do que a ideia original". Para Lopetegui, Selena "desabrocha em uma cantora de soul completa, em suas faixas em inglês, com uma agressividade raramente mostrada antes"; contudo, considerou as rancheras "Tú Sólo Tú" e "El Toro Relajo" como as "mais impressionantes" e que ela parecia inexperiente com esse estilo.
Emitindo três estrelas de cinco possíveis, Mary Talbot, do New York Daily News, afirmou que ouvir Dreaming of You era "semelhante a vasculhar um álbum de fotografias de uma mulher morta" e percebeu conter "o passado de Selena e o que poderia ter sido seu futuro", e por causa de sua morte, a história está incompleta. Talbot chamou as produções em inglês de "números pop genéricos e robustos" que seriam favorecidos entre seus seguidores de tejano, "mas não há o suficiente para provar sua força ou amplitude como uma artista de língua inglesa". A editora notou que Selena foi hábil em cruzar "a música tradicional mexicana com uma sensibilidade pop americana contemporânea, e essa habilidade não transparece nessas canções". No final de sua crítica, comentou que Dreaming of You é "o pop efervescente de sua geração". Mario Tarradell, do periódico The Dallas Morning News, declarou que o disco "não entrega" o que era desejado, observando que Selena foi "retrabalhada para soar semelhante a muitas vocalistas femininas genéricas das rádios pop" e que suas gravações em inglês carecem "da personalidade borbulhante e efervescente, o charme chica-del-barrio" encontrado em suas canções de tejano. Finalizou dizendo que as faixas inglesas sovam como "imitações mornas de Amy Grant e Abdul". Peter Watrous, do The New York Times, chamou Dreaming of You de "uma coletânea de sobras" e considerou que as canções em espanhol "soam melhor" do que as cantadas em inglês. O editor apontou que os produtores não melhoraram as faixas em inglês da artista mas deram tudo de si. Ele expressou que "a música é um comércio sem rosto", mas Selena as gravou "tão bem no disco" que sugeria "que ela tinha uma boa chance de alcançar sucesso, lançando baladas exuberantes ao estilo pop anônimo que a Disney domina." O contribuidor do Hartford Courant, Roger Catlin comentou que Dreaming of You é "um produto que sugere todo o talento e o imenso potencial da jovem estrela". Ele criticou suas obras em inglês por carecerem do "heroísmo técnico que definiu [Selena] nos anos 90" enquanto a viu soar "compreensivelmente segura" em suas faixas em espanhol. O profissional concluiu que Selena era "discreta" e que o material parecia assim porque ela havia gravado apenas quatro faixas em inglês antes de sua morte.

### Reconhencimento
A Time listou Dreaming of You em nono lugar entre os "10 Maiores Álbuns Póstumos" em 2010. Ao escrever a lista dos melhores discos póstumos, o BET, o chamou de um "testamento comovente de um jovem talento à beira do estrelato", enquanto a revista Vibe colocou-o como o segundo dentre os melhores lançamento póstumos e o descreveu como uma "visão geral". Dreaming of You ganhou a condecoração de "Álbum do Ano" nos Tejano Music Awards de 1996. No mesmo ano, durante a 3ª edição dos Billboard Latin Music Awards, a gravação venceu como "Álbum Pop Feminino do Ano".

## Singles
Davitt Sigerson, o presidente e CEO da EMI, temia que "I Could Fall in Love" vendesse mais cópias do que Dreaming of You, então ele não o disponibilizou para um lançamento comercial. "I Could Fall in Love" foi enviado de forma promocional às estações de rádio dos Estados Unidos em 26 de junho de 1995, ao mesmo tempo que "Tú Sólo Tú", para demonstrar a versatilidade de Selena em gravar canções em espanhol e inglês. Fred Bronson, da Billboard, disse que se caso a EMI Latin tivesse lançado "I Could Fall in Love" como uma música de trabalho e ela tivesse conquistado os 40 primeiros lugares da tabela americana Billboard Hot 100, seria o primeiro single póstumo, desde "Pledging My Love" (1955), de Johnny Ace, a obter esse feito. "I Could Fall in Love" conquistou a oitava posição na Top Radio Songs, e o primeiro lugar no Latin Pop Songs do mesmo país. "Tú Sólo Tú" e "I Could Fall in Love" ocuparam a primeira e a segunda posições respectivamente na Hot Latin Tracks por cinco semanas consecutivas. Converteu Selena na primeira artista a ter uma canção em espanhol e uma em inglês entre os dez primeiros da tabela. "I Could Fall in Love" tornou-se o 5º lançamento de maior sucesso na Hot Latin Tracks em 1995 e permaneceu como a canção em língua inglesa de maior êxito no gráfico por dois anos, até que "My Heart Will Go On" (1998), por Celine Dion, o ultrapassou quando alcançou o primeiro lugar. "Tú Sólo Tú" ocupou o topo da Hot Latin Tracks por dez semanas consecutivas, tornando-se a canção de Selena que por mais tempo ocupou o primeiro posto da tabela. Com este e seus outros lançamentos no primeiro lugar das paradas, de 1992 até sua morte em 1995, Selena passou 44 semanas nessa posição; a maior duração entre qualquer artista hispânico até 2011.
Em 14 de agosto de 1995, "Dreaming of You" foi lançado como o primeiro foco de promoção do álbum, com a versão remix e uma edição de rádio de "Techno Cumbia" como faixas lado B. Alcançou a 22ª posição da Billboard Hot 100 e vendeu 25 mil cópias em sua primeira semana de disponibilidade; até 2010, havia comercializado 284 mil unidades digitais. Tornou-se a música que mais vendeu na carreira de Selena; até 2003, era o octogésimo oitavo single mais bem sucedido de todos os tempos, segundo a Billboard e a Nielsen SoundScan. Segundo o The Los Angeles Times, "Dreaming of You" foi a quinta entre as dez músicas mais vendidas de 1995. "Techno Cumbia" alcançou o 4º posto na Hot Latin Tracks. Em 2 de dezembro de 1995 "El Toro Relajo" estreou, listando-se no 24° lugar na última parada citada. "I'm Getting Used to You", foi distribuído em 2 de março de 1996, como o segundo foco de promoção oficial e o sexto no geral. Alcançou o 1° e o 7° lugar nas paradas Bubbling Under Hot 100 Singles e Dance/Electronic Singles Sales, respectivamente. Mais tarde, chegou ao número 23 na Adult Contemporary na semana encerrada em 8 de junho de 1996. Os críticos da Billboard classificaram a versão remix de "I'm Getting Used to You" entre os dez melhores singles de 1996.
"I Could Fall in Love", "Dreaming of You" e "I'm Getting Used to You" tiveram menos sucesso comercial fora dos Estados Unidos. O primeiro alcançou a liderança na parada Adult Contemporary da revista canadense RPM, e a 10ª colocação na tabela RPM Top 100 Singles do mesmo país. Em 1996, "Dreaming of You" teve melhor desempenho no Canadá, tanto na Adult Contemporary quanto na RPM Top 100 Singles, chegando aos números 7 e 30, respectivamente. "I'm Getting Used to You" estreou na posição 96 na RPM Top 100 Singles em 10 de junho de 1996, convertendo-se na terceira entrada de Selena nas tabela. Após cinco atualizações, teve como pico a posição 75 e permaneceu durante nove semanas no gráfico. Foi também o único lançamento de Selena a entrar na tabela da Nova Zelândia, chegando ao décimo lugar.

## Impacto e legado
Nos Estados Unidos, Dreaming of You vendeu 175 mil exemplares apenas em seu primeiro dia de lançamento — um recorde para uma artista feminina. Também registrou as maiores vendas no dia de estreia entre qualquer álbum em espanhol a estrear na parada latina da Billboard. De acordo com Behar, os números de vendas fornecidos pela Nielsen SoundScan não incluem as ocorridas em pequenas lojas especializadas em música latina, onde Dreaming of You pontuou bem. As vendas do disco ajudaram Selena a se tornar a terceira artista solo a estrear um álbum póstumo na posição máxima da Billboard 200, depois de Janis Joplin e Jim Croce. Tornou-se a primeira gravação em espanhol e a única de tejano a estrear em primeiro lugar na tabela supracitada, e também o primeiro lançamento latino da EMI a conseguir esse feito.
De acordo com John Lannert, da revista Billboard, Dreaming of You até aquele momento era uma das dez estreias mais vendidas de todos os tempos, o maior debute por uma artista feminina, e de acordo com Thom Duffy, também da Billboard, foi o álbum de 1995 que mais rapidamente vendeu na primeira semana de lançamento nos Estados Unidos. Ajudou Selena a se tornar uma das artistas femininas que mais venderam na história da música gravada, e desde então foi classificado entre as melhores e mais importantes gravações produzidas durante a era do rock and roll. Dreaming of You juntou-se a outros cinco álbuns de estúdio de Selena a entrarem simultaneamente na Billboard 200, tornando-a a primeira mulher na história a emplacar cinco obras em uma única atualização da tabela. O autor Michael Heatley incluiu o álbum em sua lista intitulada Onde Você stava Quando Essa Música Tocou?: 120 Momentos Inesquecíveis na História da Música (2008), enquanto o musicólogo Howard J. Blumenthal disse que "teria feito de [Selena] uma grande estrela do rock", e o incluiu em seu livro de 1997, The World Music CD Listener's Guide.
A revista Billboard disse que Dreaming of You foi comprado predominantemente pela população hispânica dos Estados Unidos; o que demonstrava o poder de compra deste consumidores. Acredita-se que o projeto "abriu os olhos" dos varejistas que nunca haviam estocado materiais de música latina em seus comércios; suas vendas ficaram bem acima das expectativas dos americanos brancos proprietários de lojas de música. A comercialização das obras anteriores de Selena e de Dreaming of You levaram a Best Buy e outros varejistas a contratar especialistas em música latina. Dentro de semanas, as vendas do álbum foram previstas para ultrapassarem as de 1100 Bel Air Place (1984), de Julio Iglesias, como o disco em inglês de um ato latino com maior número de vendas em solo americano. A EMI o referenciou na edição da Billboard de 2 de dezembro de 1995 como o seu disco mais vendido na América do Norte, dando a eles as vendas mais altas para uma gravadora durante o primeiro semestre de 1995. Com Dreaming of You atingindo o primeiro lugar, a música tejano entrou no mainstream. Os críticos de música disseram que a população dos Estados Unidos em geral não teria tomado conhecimento sobre o tejano ou música latina se não fosse por Dreaming of You. Após o lançamento do material, e por causa da morte de sua intérprete, a popularidade do tejano diminuiu e o pop latino começou a dominar as execuções em rádios hispânicas dos Estados Unidos e as vendas comerciais. Em março de 2015, a organização Chicano Humanities & Arts Council, apresentou, em Denver, Colorado, uma exposição chamada "Dreaming of You: The Selena Art Show", que apresentava trabalhos de arte feitos por artistas chicanos em homenagem a cantora.

## Lista de faixas
| Dreaming of You – Edição Padrão |                                                                                |                                              |                                     |         |  |
| N.º                             | Título                                                                         | Compositor(es)                               | Produtor(es)                        | Duração |  |
| 1.                              | "I Could Fall in Love"                                                         | Keith Thomas                                 | Thomas                              | 4:42    |  |
| 2.                              | "Captive Heart"                                                                | Mark Goldenberg · Kit Hain                   | Guy Roche                           | 4:24    |  |
| 3.                              | "I'm Getting Used to You"                                                      | Diane Warren                                 | Rhett Lawrence                      | 4:03    |  |
| 4.                              | "God's Child (Baila Conmigo)" (com participação de David Byrne)                | David Byrne · Selena[a]                      | Byrne · Arto Lindsay · Susan Rogers | 4:16    |  |
| 5.                              | "Dreaming of You"                                                              | Franne Golde · Tom Snow                      | Roche                               | 5:15    |  |
| 6.                              | "Missing My Baby" (com participação de Full Force)                             | A.B. Quintanilla III                         | Quintanilla III                     | 4:13    |  |
| 7.                              | "Amor Prohibido"                                                               | Selena · Quintanilla III · Pete Astudillo[b] | Quintanilla III                     | 2:56    |  |
| 8.                              | "Wherever You Are (Donde Quiera Que Estés)" (com participação de Barrio Boyzz) | KC Porter · Miguel Flores · Desmond Child[a] | Porter                              | 4:29    |  |
| 9.                              | "Techno Cumbia" (remix)                                                        | Quintanilla III · Astudillo[b]               | Quintanilla III                     | 4:45    |  |
| 10.                             | "El Toro Relajo"                                                               | Felipe Bermejo                               | José Hernández                      | 2:20    |  |
| 11.                             | "Como la Flor" (remix)                                                         | Selena · Quintanilla III · Astudillo[b]      | Quintanilla III                     | 3:05    |  |
| 12.                             | "Tú Sólo Tú"                                                                   | Felipe Valdés Leal                           | Hernàndez                           | 3:13    |  |
| 13.                             | "Bidi Bidi Bom Bom" (remix)                                                    | Selena · Astudillo[b]                        | Quintanilla III                     | 3:42    |  |

| Dreaming of You – edição japonesa |            |                                                                                     |                 |         |  |
| N.º                               | Título     | Compositor(es)                                                                      | Produtor(es)    | Duração |  |
| 14.                               | "Sukiyaki" | Rokusuke Ei · Hachidai Nakamura · Janice Marie-Johnson · Abraham Quintanilla Jr.[a] | Quintanilla III | 3:11    |  |

| Dreaming of You – edição de 2002 |                                             |         |  |
| N.º                              | Título                                      | Duração |  |
| 14.                              | "Spoken Liner Notes by the Band and Family" | 17:34   |  |
| 15.                              | "Dreaming of You" (vídeo musical)           | 5:24    |  |

Notas
- ↑[a]  significa um adaptador de idioma
- ↑[b]  significa um co-escritor

## Créditos e pessoal
Os créditos são retirados das notas do encarte do álbum.
Produção
- Keith Thomas : composição, produção
- Kit Hain : composição
- Tom Snow : composição
- Franne Golde : composição
- Mark Goldenberg : composição
- Diane Warren : composição
- K. C. Porter : composição, engenharia
- Felipe Valdés Leal : composição
- Guy Roche : produção, teclados, sintetizadores
- Nathaniel "Mick" Guzauski : mixagem
- Mario Luccy : engenharia
- Brian "Red" Moore : engenharia, mixagem, produção
- Moana Suchard : engenharia, produção
- Rhett Lawrence : produção, arranjo, teclados, bateria, programação
- A.B. Quintanilla III : produção, arranjo, baixo
- Jose Hernandez : arranjo, produção
- Rokusuke Ei : composição
- Hachidai Nakamura : composição

## Lançamento e desempenho comercial
A data de lançamento de Dreaming of You nos Estados Unidos foi confirmada em 10 de junho de 1995 para 18 de julho daquele ano. Seu lançamento em países europeus e asiáticos sofreu atrasos após a EMI temer que o assassinato de Selena — ao invés de sua música — se tornasse o ponto focal da gravação. Adam Sexton, vice-presidente da gravadora, anunciou em 5 de agosto que a obra seria lançada na Alemanha em 14 do mesmo mês e no resto da Europa em setembro. O lançamento do álbum na Ásia foi marcado para outubro. Nos Estados Unidos, os fãs começaram a fazer fila para compra-lo horas antes da data marcada para a abertura das lojas; em vinte e quatro horas, 75% de todas as cópias disponíveis já haviam sido vendidas. Embora as previsões iniciais tenham colocado as primeiras vendas do produto em 400 mil cópias, ele comercializou na primeira semana 331 mil exemplares, garantindo sua estreia na posição máxima da parada Billboard 200, tornando-se o primeiro álbum predominantemente em espanhol a conseguir esse feito. Tal conquista só foi igualada por viria a ser igualada, anos mais tarde, por Ancora (2006), de Il Divo. Este foi o segundo maior número de vendas para um disco lançado em 1995, atrás de HIStory, de Michael Jackson, e o segundo maior número de vendas para um álbum de uma artista feminina em sua primeira semana — atrás de Janet (1993), de Janet Jackson — desde que Nielsen SoundScan começou a monitorar as vendas de álbuns em 1991. Ao conquistar o cume da tabela supracitada, Dreaming of You deslocou Cracked Rear View, de Hootie & the Blowfish, dessa posição. Também estreou no topo das paradas Top Latin Albums e Latin Pop Albums substituindo os discos Amor Prohibido (1994), da mesma intérprete, e Best of de Gipsy Kings, respectivamente. Lannert previu que o disco permaneceria no topo da Top Latin Albums até o próximo lançamento póstumo de Selena.
Em sua segunda atualização, Dreaming of You caiu para o número três na Billboard 200, e permaneceu lá por duas semanas consecutivas. Continuou a regredir, caindo para o número seis em sua quarta atualização. Após cinco semanas desceu para a oitava posição. Em sua sexta semana, o álbum ainda se encontrava dentro dos 20 primeiros postos da tabela. Em 28 de outubro de 1995, as vendas do produto aumentaram 18% após 18 semanas de declínio. Isso se deu pela alta divulgação do julgamento do assassinato da intérprete. Constou na Billboard 200 por 44 semanas consecutivas, deixando-a na posição 181 na semana encerrada em 1 de junho de 1996. Estabeleceu-se no número um por quarenta e duas semanas consecutivas até que Enrique Iglesias o substituiu com seu álbum de estreia auto intitulado em 25 de maio de 1996. Dreaming of You se tornou o álbum latino e o disco pop latino que mais vendeu em 1995 e 1996.
Na Billboard 200 terminou como o quadragésimo quarto álbum mais bem sucedido de 1995 e na posição 123 no ano seguinte. Dois anos após o assassinato da intérprete, Dreaming of You e Siempre Selena (1996) ocuparam o terceiro e o quarto lugares, respectivamente, entre os mais bem sucedidos na Top Latin Albums. Dreaming of You vendeu 420 mil réplicas entre 1997 e 1999, sendo 190 mil apenas em 1997. O lançamento do filme biográfico da artista (1997) contribuiu para um aumento de 65% em sua comercialização naquele ano. Dreaming of You foi adquirido mais de meio milhão de vezes no Texas. Alguns varejistas do estado criticaram os números de vendas divulgados, alegando que eles não eram verdadeiros devido a má comercialização do produto em suas lojas. Após alcançar a marca de dois milhões de cópias distribuídas nos Estados Unidos, em dezembro de 1995, recebeu dois certificados de platina (latina) pela Recording Industry Association of America (RIAA). Com apenas dez meses de lançado, já estava elegível a platina tripla; em sua totalidade recebeu 62 certificados de platina (latina), pela mesma certificadora, denotando vendas de 3 milhões de unidades, o que o torna o álbum latino mais vendido na nação.
Ainda na América do Norte, o produto estreou no Canadá alcançando o número 59 na parada de álbuns publicada pela RPM, na semana de 4 de setembro de 1995. Saltou para o número 50 na atualização seguinte, e em 30 de outubro, a sua nona na lista, alcançou a posição dezessete. Esteve por 29 semanas na tabela, deixando-a na posição 97 em 25 de março de 1996. A Music Canada (MC) atribuiu a obra um certificado de ouro denotando vendas de 50 mil exemplares. Em sua de estreia nas lojas de música do México, a EMI despachou 140 mil unidades para lá e recebeu novos pedidos de Monterrei, Guadalajara e Tijuana. Devido ao seu bom desempenho comercial no país, Dreaming of You recebeu o certificado de ouro emitido pela Asociación Mexicana de Productores de Fonogramas y Videogramas (AMPROFON). Em todo mundo foram adquiridas mais de cinco milhões de réplicas do produto até janeiro de 2015. Uma porcentagem dos rendimentos com suas vendas foram doadas a fundação Selena Scholarship.
| País — Tabela musical (1995)      | Posição de pico |
| --------------------------------- | --------------- |
| Canadá (RPM Albums Chart)         | 16              |
| Estados Unidos (Billboard 200)    | 1               |
| Estados Unidos (Latin Pop Albums) | 1               |
| Estados Unidos (Top Latin Albums) | 1               |
| País — Tabela musical (1996)      | Posição de pico |
| Canadá (RPM Albums Chart)         | 70              |
| Estados Unidos (Billboard 200)    | 53              |
| Estados Unidos (Latin Pop Albums) | 1               |
| Estados Unidos (Top Latin Albums) | 1               |
| País — Tabela musical (1997)      | Posição de pico |
| Estados Unidos (Billboard 200)    | 136             |
| Estados Unidos (Latin Pop Albums) | 1               |
| Estados Unidos (Top Latin Albums) | 1               |

| Tabela musical (1995)             | Posição |
| --------------------------------- | ------- |
| Estados Unidos (Billboard 200)    | 42      |
| Estados Unidos (Top Latin Albums) | 1       |
| Estados Unidos (Latin Pop Albums) | 1       |

| Tabela musical (1996)                     | Posição |
| ----------------------------------------- | ------- |
| Estados Unidos (Billboard 200)            | 123     |
| Estados Unidos (Top Latin Albums)         | 1       |
| Estados Unidos (Latin Pop Albums)         | 1       |
| Tabela musical (1997)                     | Posição |
| Estados Unidos (Top Latin Albums)         | 7       |
| Estados Unidos (Latin Pop Albums)         | 5       |
| Estados Unidos (Top Latin Catalog Albums) | 3       |
| Tabela musical (1998)                     | Posição |
| Estados Unidos (Top Latin Catalog Albums) | 1       |
| Tabela musical (1999)                     | Posição |
| Estados Unidos (Top Latin Catalog Albums) | 1       |

| Região                                                                                             | Certificação         | Vendas    |
| -------------------------------------------------------------------------------------------------- | -------------------- | --------- |
| Canadá (Music Canada)                                                                              | Ouro                 | 50 000^   |
| Estados Unidos (RIAA)                                                                              | 62× Platina (Latina) | 3 000 000 |
| México (AMPROFON)                                                                                  | Ouro                 | 180 000^  |
| Resumos                                                                                            |                      |           |
| Mundo                                                                                              | —                    | 5 000 000 |
| *números de vendas baseados somente na certificação ^distribuições baseadas apenas na certificação |                      |           |